# Мбеки, Гован
Гован Арчибальд Мвуйелва Мбеки (африк. Govan Archibald Mvuyelwa Mbeki; 9 июля 1910, Мпукане, Нгамакве, Капская провинция — 30 августа 2001, Порт-Элизабет, Восточно-Капская провинция) — политический деятель и борец против режима апартеида. Муж Ипанетт Мбеки, отец бывшего президента ЮАР Табо Мбеки и экономиста Моелетси Мбеки.

## Биография

### Молодые годы
Гован Мбеки родился 9 июля 1910 года в деревне Мпукане у города Нгамакве в Капской провинции в семье вождя, позже свергнутого центральным правительством. Он был назван в честь Эдуарда Гована, шотландского миссионера и основателя колледжа Лавдейл.
Окончил миссионерскую школу и выбрал профессию учителя. В 1925 году заинтересовался деятельностью Промышленного и коммерческого союза рабочих, первого массового профсоюза черных рабочих Южной Африки.

### Политическая и общественная деятельность
В 1936 году он окончил Университет Форт-Хэр со степенью бакалавра искусств, учившись на политика и психолога. Здесь он встретил других лидеров борьбы за права африканцев. В 1938 году он отказался от идеи карьеры преподавателя и уехал обратно в Транскей, где посвятил себя местной политике и писательству. В 1939 году он опубликовал свои первые очерки в виде книги «Транскей в процессе становления» (The Transkei in the Making). К 1941 году он принимал активное участие в ряде местных и региональных организаций, таких как Ассоциация африканских избирателей. В 1943 году Мбеки помог составить документ под названием «Африканские претензии», лёгшего в основу «Устава Свободы» 1955 года.
В 1950 году во время работы учителем в Северном Натале, он был уволен за организацию работников угольной промышленности. В 1954 году он переехал в Порт-Элизабет и вошёл в редакцию левой газеты «New Age», единственного южноафриканского издания, выступающего за освободительное движение на протяжении восемь последующих лет. Работая журналистом он сыграл очень важную роль в отображении условий черных народов, их требований и устремлений. В конце 1950-х годов под председательством Мбеки проходили конференции АНК. В 1960 году, после расстрела в Шарпевиле, он вступил в Южно-Африканскую коммунистическую партию. В ноябре 1962 года тогдашний министр юстиции Йоханнес Форстер запретил газету. Когда редакция создала новую газету, Форстер пошел ещё дальше, запретив не её, а редакторов и писателей. Вместо того, чтобы оставаться отрезанным от движения, Гован ушёл в подпольную деятельность.
В это время Гован Мбеки был членом Национального исполнительного комитета Африканского национального конгресса, Центрального комитета Южно-Африканской коммунистической партии и членом Высшего командования «Умконто ве сизве». В 1963 году полиция совершила облаву на ставку АНК и ЮАКП — ферму Лилислиф, в результате чего Мбеки и другие деятели движения против апартеида были арестованы. После суда в Ривонии, в 1964 году он был приговорён к пожизненному заключению за терроризм и государственную измену, вместе с Нельсоном Манделой, Уолтером Сисулу, Рэймондом Мхлабой, Ахмедом Катрадой и другими выдающимися лидерами АНК.
В 1977 году, находясь в тюрьме, Мбеки получил почётную степень доктора общественных наук Амстердамского университета. 26 июня 1980 года генеральный секретарь Африканского национального конгресса Альфред Нзо объявил о награждении Гована Мбеки медалью Изитваландве. Сам Мбеки не присутствовал на вручении награды, так как отбывал срок тюремного заключения на Роббенэйланде. В тюрьме он получил высшее образование со степенью бакалавра экономических наук с отличием.
5 ноября 1987 года, после 24 лет, проведённых в тюрьме на Роббенэйланде, Гован Мбеки был освобожден из-под стражи. После этого, Мбеки впервые за 30 лет встретился со своим сыном Табо в 1990 году, в Замбии, на взлетной полосе аэропорта Лусаки.
После снятия режима апартеида, Гован Мбеки был избран в парламент, с 1994 по 1997 год был заместителем председателя Сената ЮАР, а с 1997 по 1999 год в его преемнике, Национальном совете провинций.

### Смерть и похороны
Гован Мбеки скончался утром 30 августа 2001 года в Порт-Элизабет. Он был похоронен 9 сентября в гробу, покрытом флагом АНК, в присутствии тысяч человек, в том числе Нельсона Манделы, Табо Мбеки, архиепископа Десмонда Туту, короля Лесото Летсие III.
В 2006 году тело Мбеки хотели перезахоронить в музее-мавзолее в муниципалитете Нельсон Мандела Бэй, но эти планы были отменены после отказа семьи Мбеки.

## Память
Гован Мбеки получил международное признание за свои политические достижения, включая переименование по предложению Манделы больницы в Каледонском университете в Глазго. Это здание было открыто в 2001 году с участием его сына Табо. В честь Мбеки был назван местный муниципалитет в провинции Мпумаланга и премия «Govan Mbeki Awards».